# Caudebronde
Caudebronde (okzitanisch Caudabronda) ist eine französische Gemeinde mit 220 Einwohnern (Stand 1. Januar 2022) im Département Aude in der Region Okzitanien. Sie gehört zum Arrondissement Carcassonne und zum Kanton La Vallée de l’Orbiel.

## Nachbargemeinden
Nachbargemeinden von Caudebronde sind La Tourette-Cabardès im Nordosten, Mas-Cabardès im Südosten, Cuxac-Cabardès im Südwesten und Les Martys im Nordwesten.

## Bevölkerungsentwicklung
| Jahr      | 1962 | 1968 | 1975 | 1982 | 1990 | 1999 | 2013 |
| Einwohner | 200  | 195  | 180  | 154  | 151  | 150  | 191  |

## Sehenswürdigkeiten
- Kirche Saint-Pierre-és-Liens (17. Jahrhundert)
- Kapelle Saint-Pierre (15. Jahrhundert)

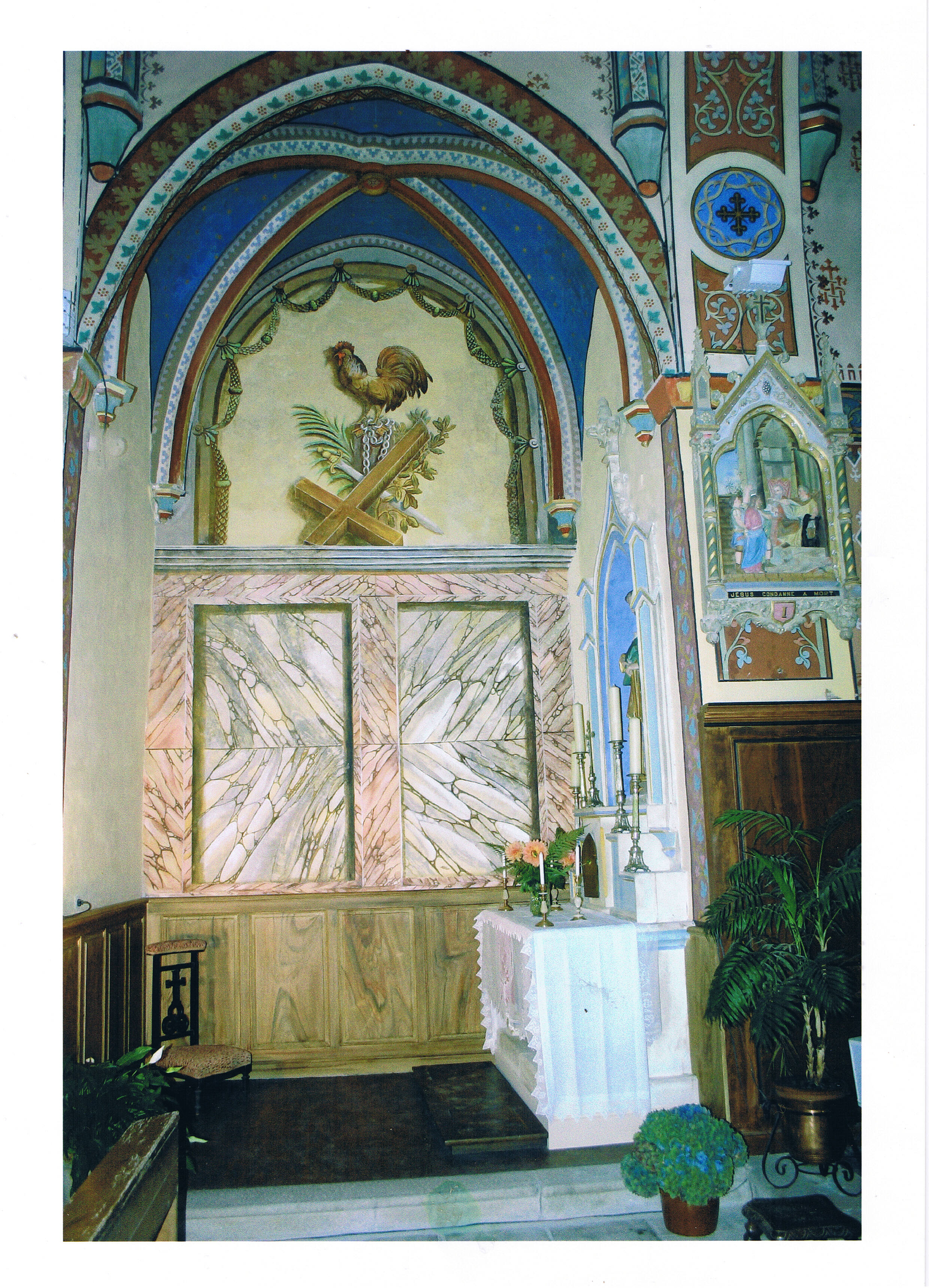
Kapelle Saint-Pierre